# 하야시다촌 (효고현 야타베군)
하야시다촌(林田村)은 효고현 야타베군에 있던 촌이다. 현재의 고베시 나가타구와 효고구에 해당한다.

## 역사
- 1889년 4월 1일 - 정촌제 시행에 의해 야타베군 하야시다촌이 성립하였다.
- 1896년 4월 1일 - 고베시에 편입해, 동일 하야시다촌은 폐지되었다.

## 교통

### 도로
- 서국가도 (현 국도 제2호선)

## 참고문헌
- 角川日本地名大辞典 27 大阪府